# Faggete primordiali di Uholka-Shyrokyj Luh
L'area protetta Uholka-Shyrokyj Luh si trova nella Transcarpazia (regione Oblast dei Carpazi ucraini) e fa parte della Riserva della Biosfera dei Carpazi. 
Questa riserva contiene la foresta primordiale contigua di faggio comune (Fagus sylvatica) più vasta al mondo, area boschiva che si estende su 8’800 ettari. Una parte di queste faggete sono protette fin dal 1920. A partire dal 1992, la riserva è Patrimonio naturale dell’umanità dell’UNESCO, comprensorio ampliato del periodo 2007/2011 con ulteriori faggete primordiali e vecchie faggete. Uholka-Schyrokyj Luh è oggetto di varie ricerche scientifiche in campo naturalistico. Queste foreste primordiali sono state inventariate per la prima volta nel 2010, grazie a un progetto ucraino-svizzero. Per il 2019 è previsto un secundo inventario per verificare l'evoluzione di questi boschi. Inoltre, nel 2001, a Mala Uholka è stata predisposta un'area boschiva sperimentale di 10 ettari (200 x 500 m).

## Risultati dell'inventario forestale
L'area di ricerca di Uholka-Schyrokyj Luh, rilevata grazie a un inventario forestale, comprende 10'300 ettari di foresta, 8’800 dei quali sono considerati foreste primordiali, mentre il resto sono foreste che evolvono allo stato naturale. Su 314 aree di saggio di 500 m2 ciascuna, sono stati rilevati tutti gli alberi con diametro (DPU = Diametro a Petto d’Uomo, vale a dire a 1,3 m da terra) di almeno 6 cm. Il 97% degli alberi sono dei faggi, i più vecchi dei quali dovrebbero avere al massimo 500 anni. Dei 6’779 alberi rilevati, il più grosso era un olmo avente un DPU di 150 cm, mentre il faggio più grosso possedeva invece un DPU di 140 cm. Per ettaro si contavano mediamente 10 faggi con un diametro a petto d’uomo di almeno 80 cm. Il numero medio di alberi vivi era di 435 N/ha, con un’area basimetrica media di 36,6 m2/ ha e una provvigione (volume di legname) media di 582 m3/ ha. Inoltre, sono stati rilevati mediamente 163 m3/ ha di legname morto (in piedi e a terra). La struttura verticale della foresta era principalmente a tre strati e gli spazi vuoti tra le chiome sono in genere più piccoli rispetto alle dimensioni medie  della chioma di un albero dominante.

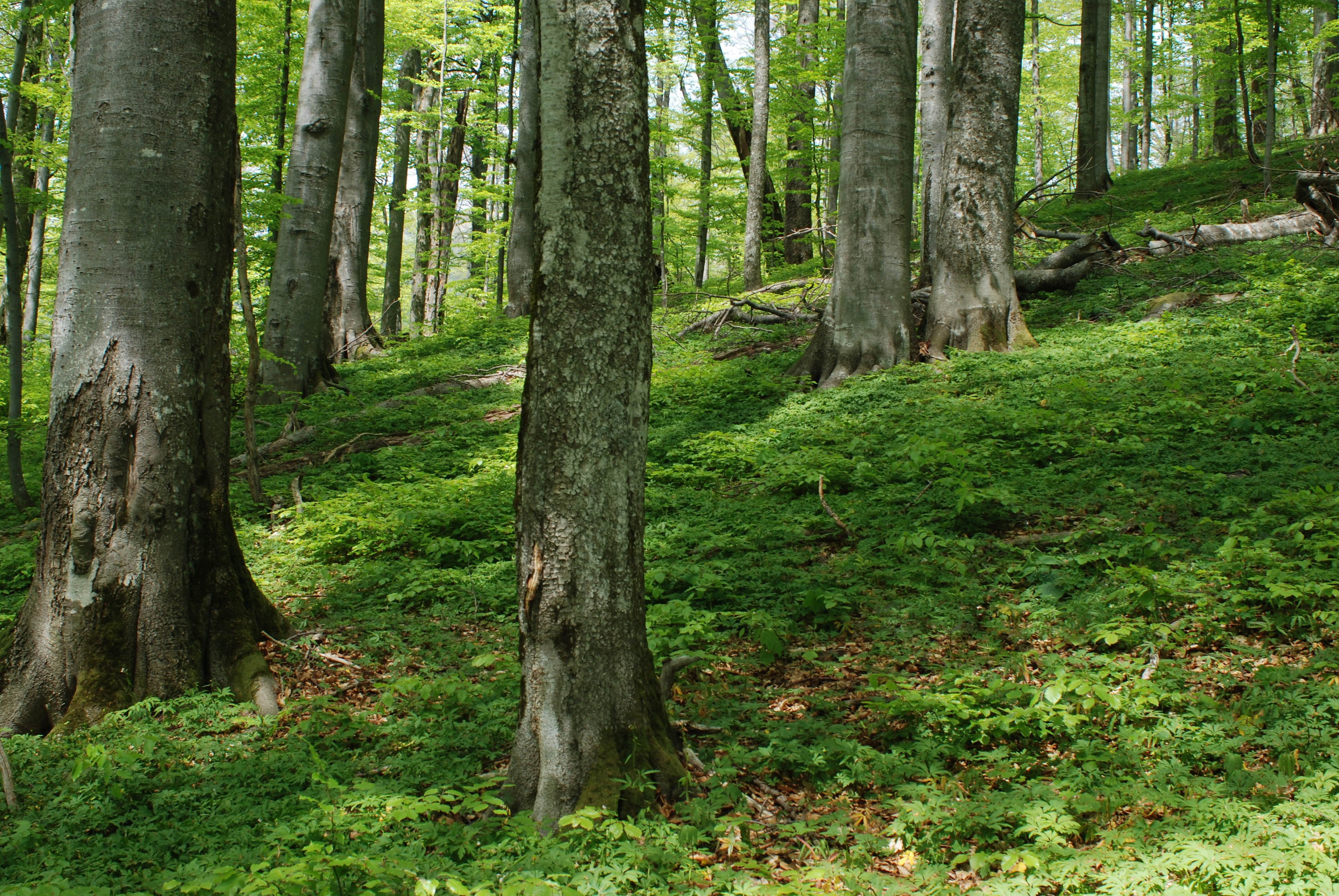
Faggete primordiale Shyrokyi Luh
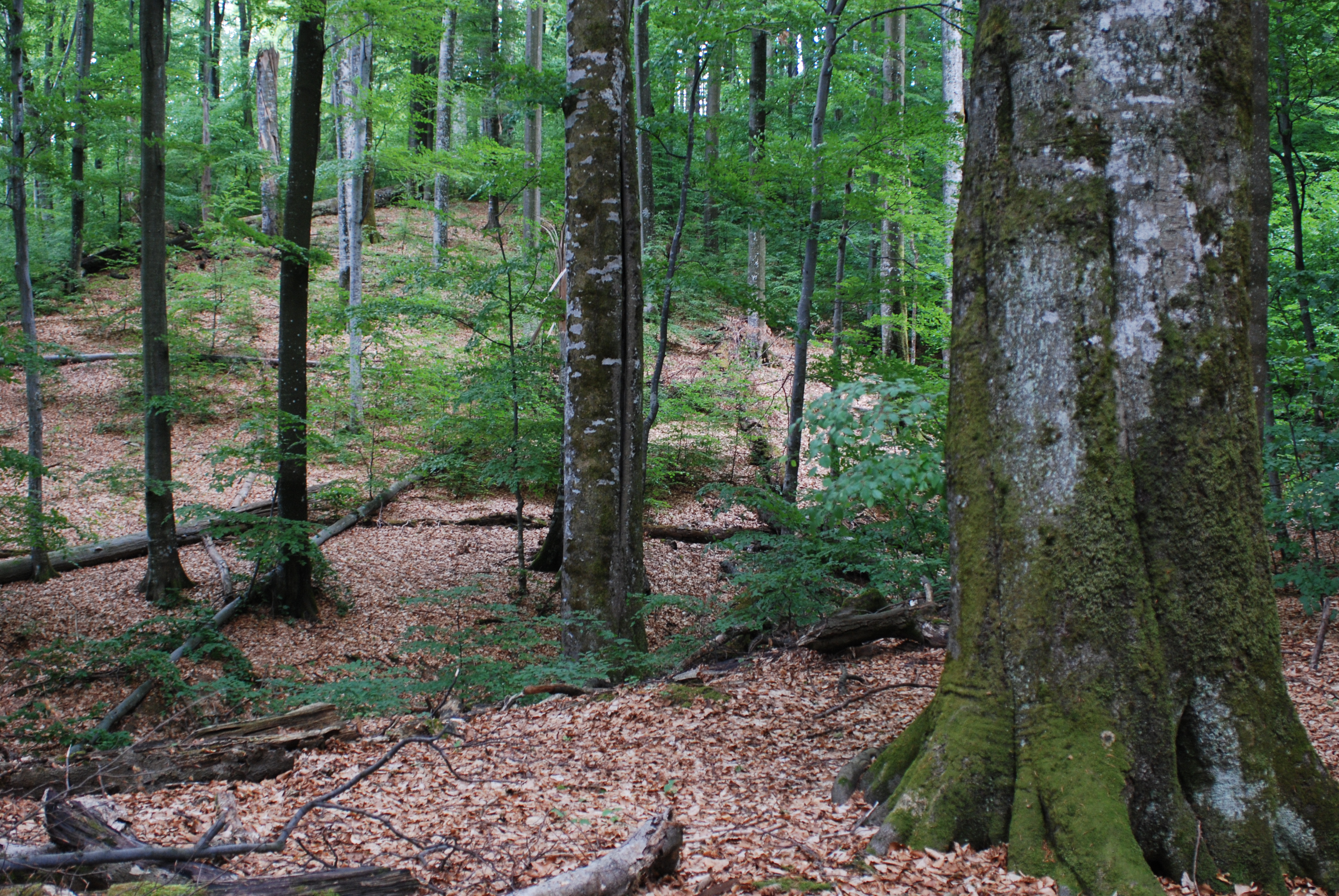
Faggete primordiale Mala Uholka
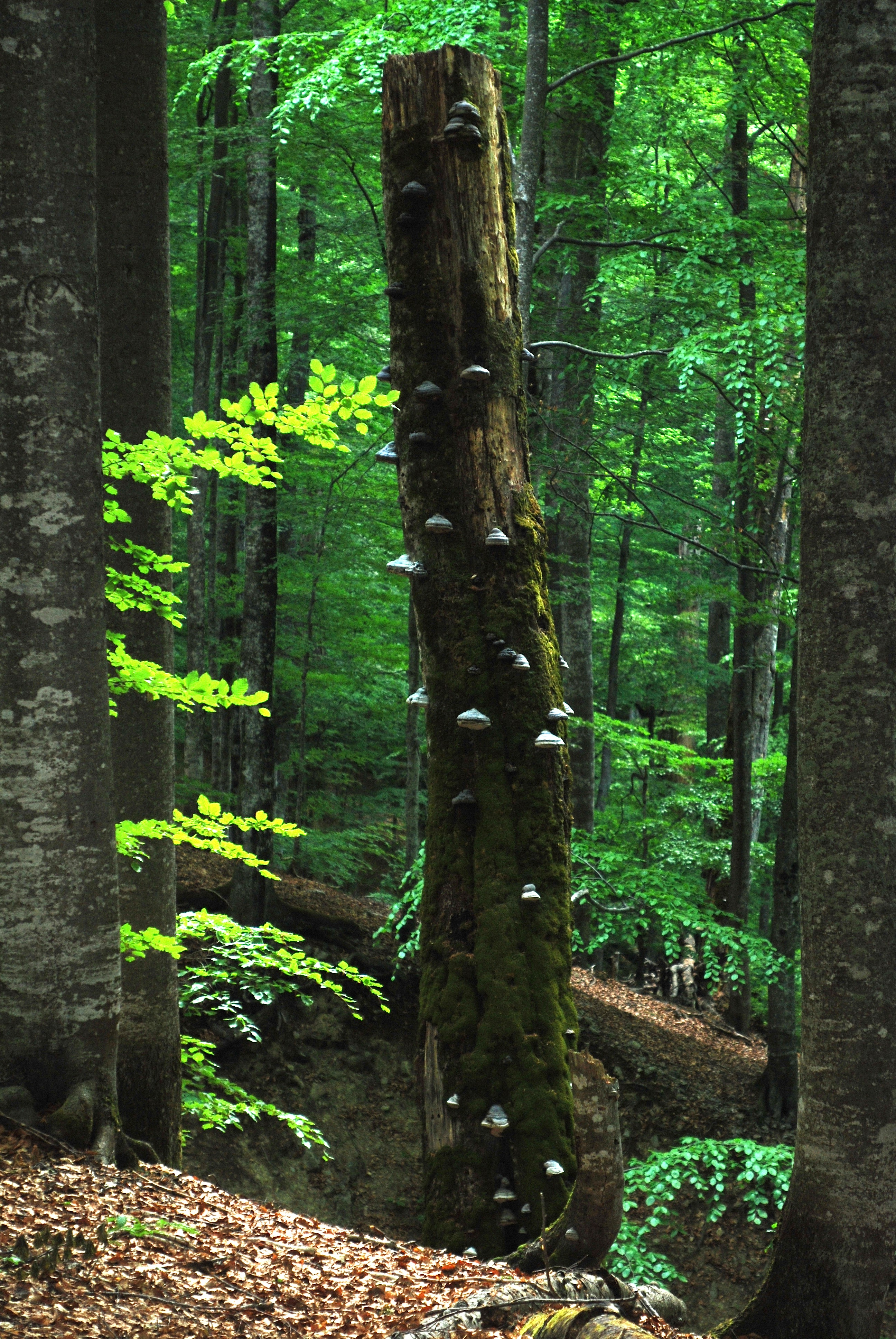
Legno morto (Shyrokyj Luh)
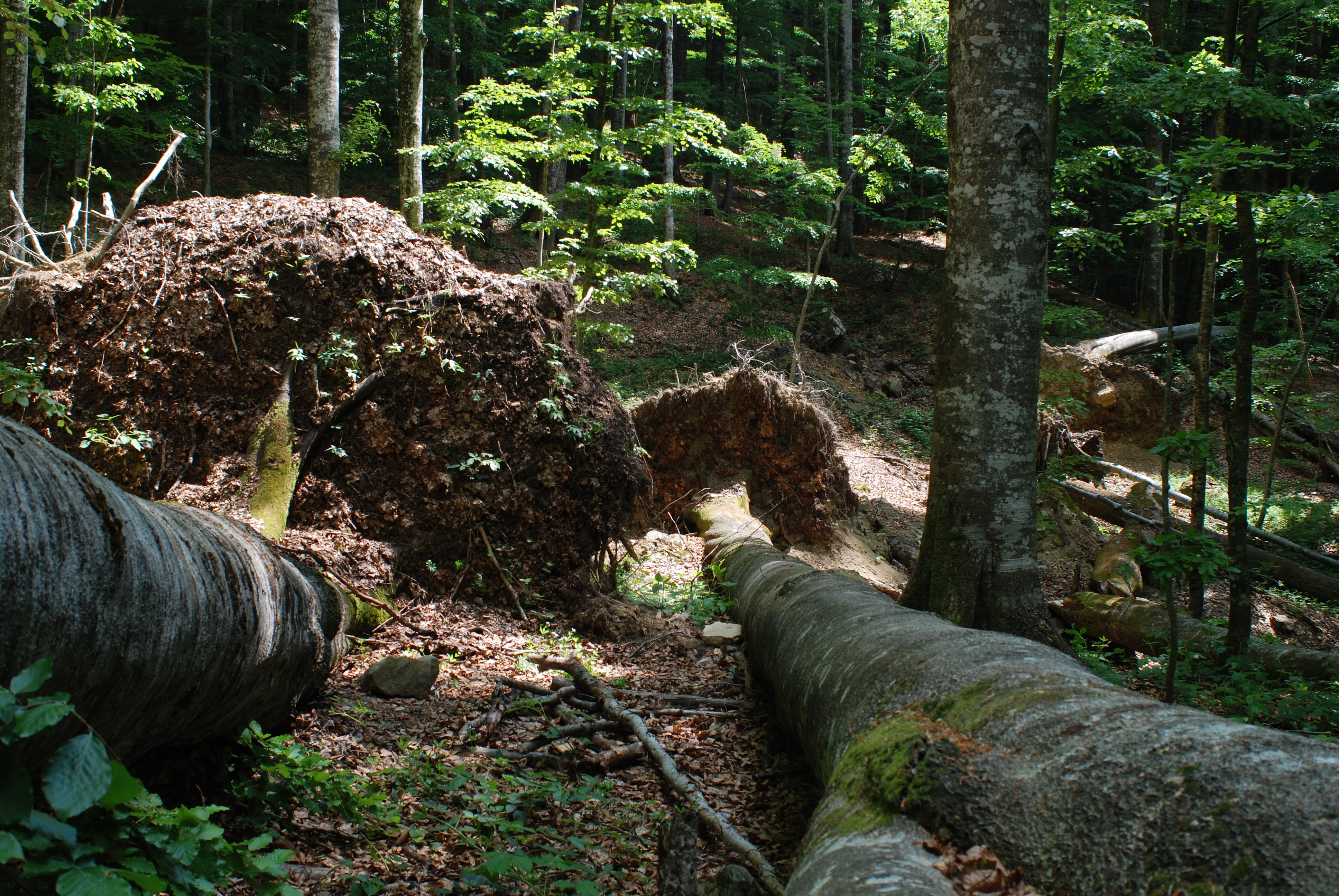
Schianto da vento (Shyrokyj Luh)
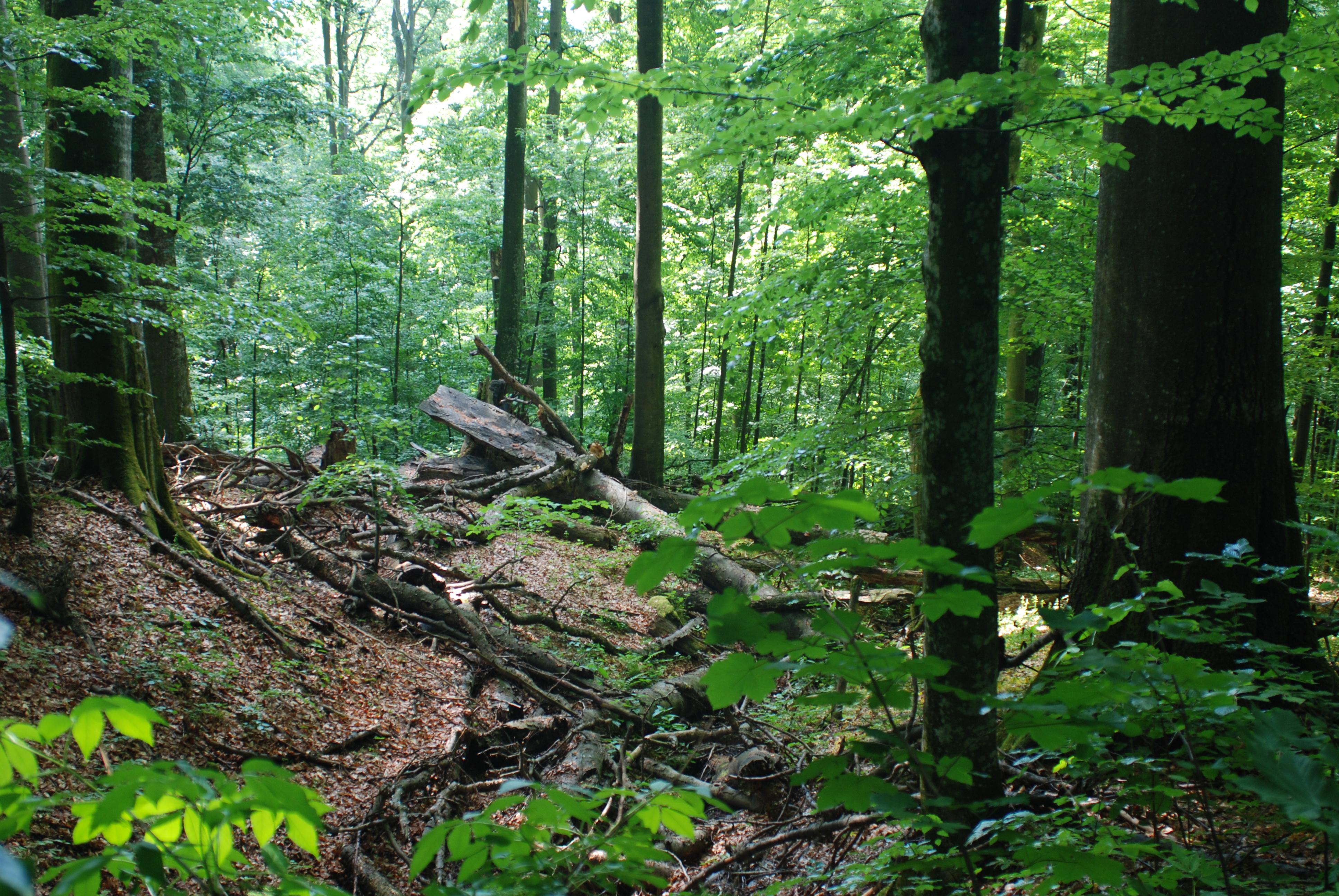
Area boschiva sperimentale (Mala Uholka)
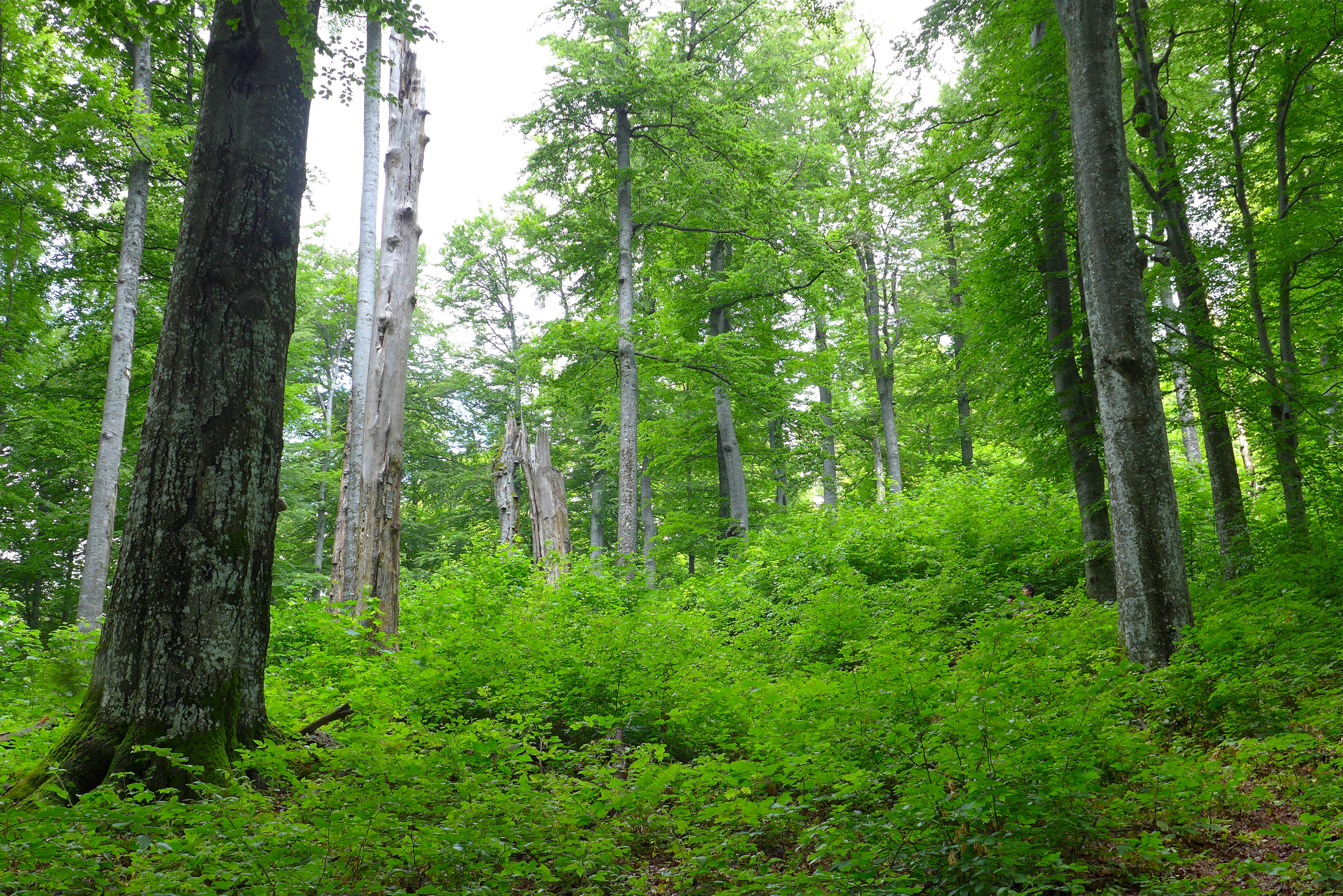
Zona di rinnovazione dopo schianto da vento (Mala Uholka)
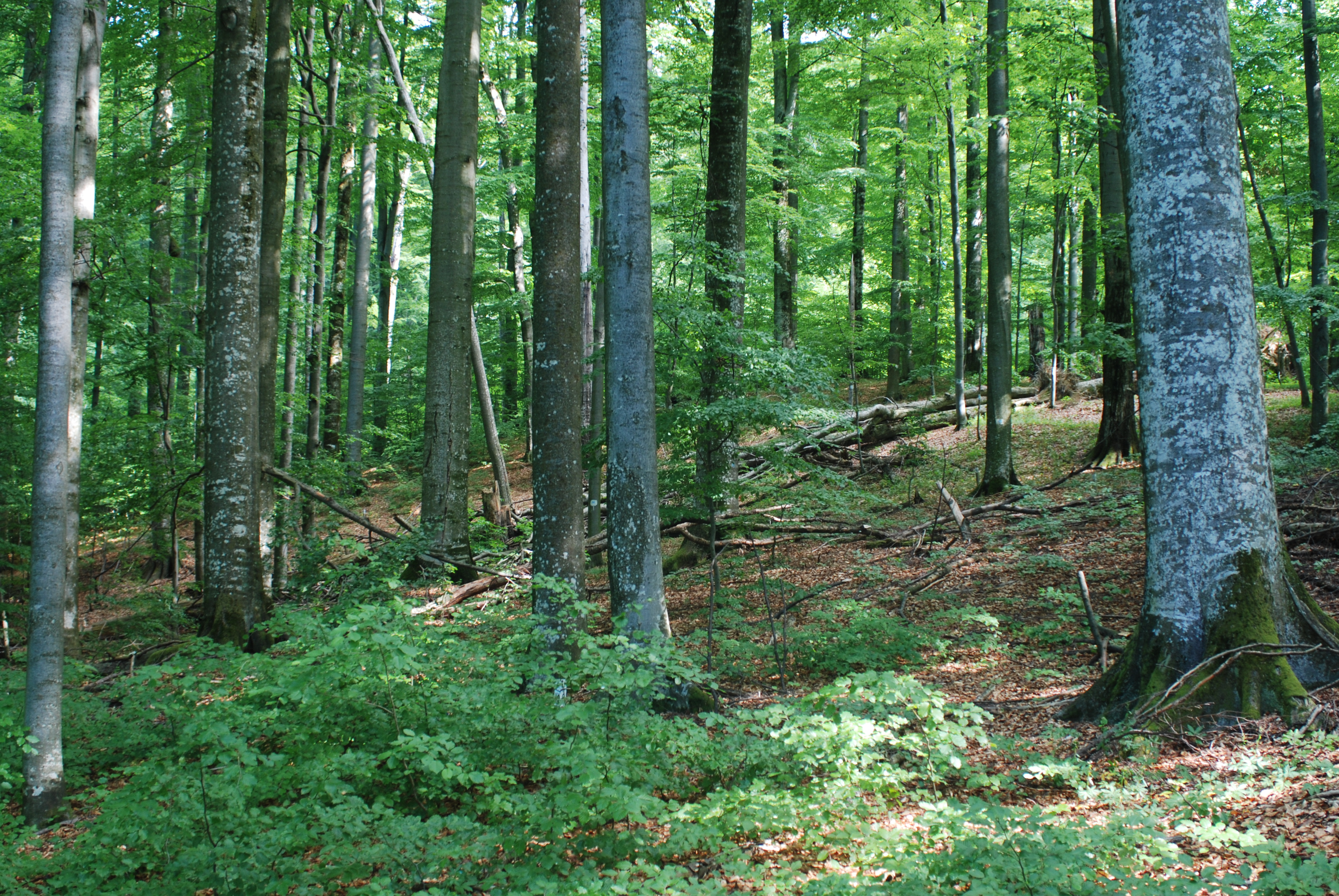
Area boschiva sperimentale (Mala Uholka)
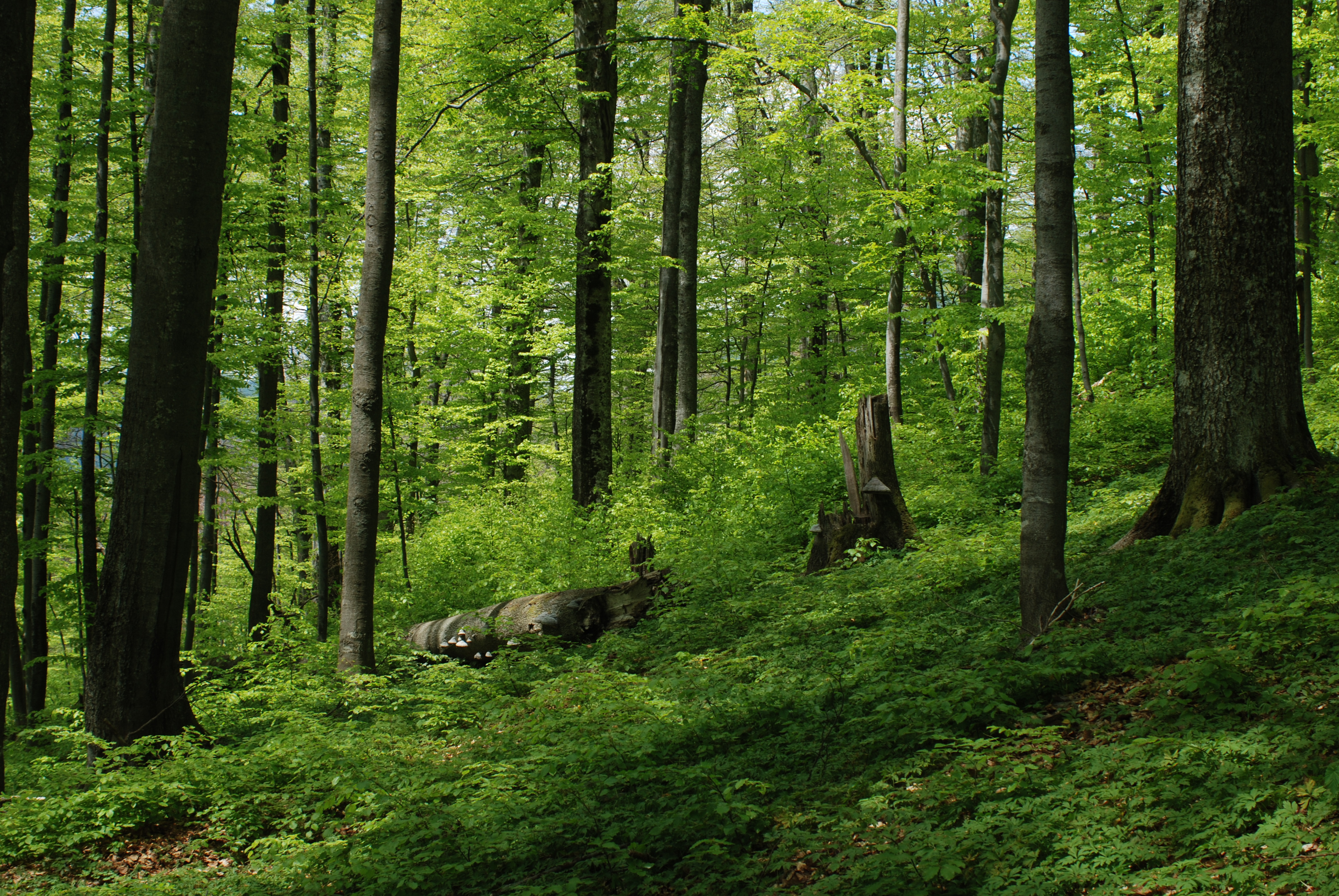
Zona di rinnovazione (Shyrokyj Luh)